# Gregorio Iglesias Mayo
Gregorio Iglesias Mayo (les Borges Blanques, 1966) és un pintor català. Format a l'escola municipal de belles arts de Lleida, ha estat considerat un dels artistes lleidatans de la segona meitat del segle xx amb més projecció internacional.
Hom diferencia dues facetes dins la seva producció pictòrica: per una banda, pintures sobre tela de gran format, on predomina l'ús de la pintura groga, mesclada amb dibuixos de parts del cos humà o incrustacions de pell de cabra o gallina, a més de referències continuades a un gos. D'altra banda, l'artista també elabora pintures de petit format sobre aglomerat xapat en blanc, on acostuma a evocar el paisatge de Les Garrigues tot servint-se de grumolls de pintura i resina. La seva tècnica és marcadament gestual i transita permanentment entre la figuració i l'abstracció.
L'any 1998, dues de les seves obres s'incorporaren a la col·lecció del Museu d'Art Jaume Morera.
Durant l'any 2013 pinta durant més de dos mesos a l'aire lliure una gran obra anomenada "Entre el Cel i la Terra" enmig de La Vinya dels Artistes de Mas Blanch i Jové a La Pobla de Cérvoles. L'impressionant treball de 60 metres de llargada i 5 metres i mig d'amplada va ser pintada amb tintes xineses i carbons i va estar exposada a les inclemències del temps, a les interaccions amb els treballs del camp i als relleus del terreny, resultant una obra titànica, completament lligada amb el territori garriguenc i amb fortes notes oníriques i d'un gran simbolisme personal. Actualment l'obra es troba exposada a la sala de bótes del celler Mas Blanch i Jové, on es pot visitar. Com a testimoni del seu pas per La Vinya dels Artistes hi va deixar "La Finestra de Papillón", una obra pictòrica clavada a terra, enmig de la vinya i amb vistes al municipi de La Pobla de Cérvoles.
Durant l'estiu de 2015, treballa durant tres mesos en el camp de concentració de Peenemünde, al nord d'Alemanya, en el que fins a la data és el quadre més gran pintat per una sola persona (12x37m). El pintor va treballar en la tela a l'exterior del museu amb diferents elements que va recollir del camp de concentració, amb carbó i tinta i amb els pròpies condicions climatològiques de l'espai. Aquest projecte és una col·laboració entre el Till Richter Museum Schloss Buggenhagen, on hi ha part de l'obra de Gregorio Iglesias, i el Historisch-Technisches Museum Peenemünde, on es troba exposada La gran tela a l'actualitat.
En 2016 comença un nou projecte amb la fotògrafa Sabela Eiriz, recorrent diferents camps de concentració d'Alemanya i Polònia i que veu la llum en 2018 sota el títol "Sobre los mismos pasos" als Espais Volart de la Fundació Vila Casas. Aquest projecte combina fotografia, pintura, vídeo i instal·lació, disciplines que convergeixen en aquesta mostra conjunta que ens convida a la reflexió a través del viatge i d'allò que està permanentment en trànsit i es configura a mesura que avança el procés creatiu. Comissariada per Glòria Bosch i Natàlia Chocarro, l'exposició combina el món de les emocions i les sensacions amb la mirada atenta i documental d'alguns dels drames humans més tràgics de la història contemporània. La intenció, però, és fugir del temps històric per a parlar d'emocions universals utilitzant l'art com a canal emotiu que ens evoqui la inevitable solitud i, finalment, el silenci.

## Selecció d'obres
| Obra                                          | Any  | Tècnica                                  | Dimensions       | Lloc                                     | Imatge |
| --------------------------------------------- | ---- | ---------------------------------------- | ---------------- | ---------------------------------------- | ------ |
| Al mirar de mi aliento no le acunan tus aguas | 1997 | carbó, vernís holandès i oli sobre tela  | 161,8 x 161,8 cm | Museu d'Art Jaume Morera                 |        |
| Entre el cel i la terra                       | 2013 | carbó, tintes xineses sobre tela         | 6000 x 550 cm    | Mas Blanch i Jové                        |        |
| Gran tela                                     | 2016 | cabó, tintes xineses, materials orgánics | 1600x47000 cm    | Historisch-Technisches Museum Peenemünde |        |